# Andre Begemann
Andre Begemann, né le 12 juillet 1984 à Lemgo, est un joueur de tennis allemand, professionnel depuis 2008.

## Carrière
Andre Begemann est le fils d'un joueur de football semi-professionnel ayant évolué en deuxième division allemande. Passé par l'université Pepperdine en Californie, il rejoint le circuit ATP en 2008. Il ne joue que 13 tournois cette saison ce qui ne l'empêche pas de remporter cinq titres dont un triplé africain au Burundi, au Rwanda et en Ouganda, battant à chaque fois le Lituanien Gvidas Sabeckis en finale. Son palmarès individuel compte aussi un succès au Pérou en 2009 et trois au Brésil en 2011.
En 2009, il parvient sur le circuit Challenger sud-américain en demi-finale des tournois de Quito et Florianopolis, ainsi qu'en finale à Puebla au Mexique. Quart de finaliste des tournois de Cherbourg puis Kyoto et demi-finaliste à Nottingham, il atteint le 5 juillet 2010 son meilleur classement en simple au 166e rang mondial. Il termine toutefois sa saison sur une série de 11 défaites consécutives. En mai 2011, il dispute sa seconde finale en Challenger à León. En manque de résultats en 2012, il se concentre vers les compétitions de double, discipline dans laquelle il enregistre déjà six titres en catégorie Challenger. Associé à son compatriote Martin Emmrich, il s'adjuge les tournois de Gênes, Szczecin et Tachkent avant de créer la surprise en s'imposant à Vienne à sa deuxième participation à un tournoi du circuit ATP.
Toujours avec Emmrich, il dispute trois finales en 2013 et en remporte une à Düsseldorf. Il gagne deux autres titres sur le circuit principal en 2014 à Halle avec Julian Knowle et Gstaad aux côtés de Robin Haase. Il obtient cette année-là son meilleur résultat en Grand Chelem avec un huitième de finale à Roland-Garros après une victoire sur les n°3 mondiaux Alexander Peya et Bruno Soares. Il atteint la 36e place du classement de la spécialité le 11 mai 2015. En 2017, il fait une apparition inattendue au Challenger de Kaohsiung où il bat au premier tour le 71e mondial Jordan Thompson. De retour sur le circuit après un an et demi d'absence, il remporte en 2023 trois tournois en dix participations. Son palmarès compte au total 34 titres en catégorie Challenger.
Il est sélectionné en équipe d'Allemagne de Coupe Davis en 2014 pour jouer le double associé à Tobias Kamke et en 2015 avec Benjamin Becker. Il perd ses deux matchs à chaque fois contre la France.

## Palmarès

### Titres en double messieurs
| No | Date       | Nom et lieu du tournoi             | Catégorie | Dotation  | Surface      | Partenaire     | Finalistes                       | Score             |          |
| -- | ---------- | ---------------------------------- | --------- | --------- | ------------ | -------------- | -------------------------------- | ----------------- | -------- |
| 1  | 15-10-2012 | Erste Bank Open Vienne             | ATP 250   | 486 750 € | Dur (int.)   | Martin Emmrich | Julian Knowle Filip Polášek      | 6-4, 3-6, [10-4]  | Parcours |
| 2  | 18-05-2013 | Power Horse Cup Düsseldorf         | ATP 250   | 410 200 $ | Terre (ext.) | Martin Emmrich | Treat Conrad Huey Dominic Inglot | 7-5, 6-2          | Parcours |
| 3  | 09-06-2014 | Gerry Weber Open Halle (Westf.)    | ATP 250   | 711 010 € | Gazon (ext.) | Julian Knowle  | Marco Chiudinelli Roger Federer  | 1-6, 7-5, [12-10] | Parcours |
| 4  | 21-07-2014 | Crédit Agricole Suisse Open Gstaad | ATP 250   | 426 605 € | Terre (ext.) | Robin Haase    | Rameez Junaid Michal Mertiňák    | 6-3, 6-4          | Parcours |

### Finales en double messieurs
| No | Date       | Nom et lieu du tournoi                                       | Catégorie | Dotation  | Surface      | Vainqueurs                            | Partenaire      | Score             |          |
| -- | ---------- | ------------------------------------------------------------ | --------- | --------- | ------------ | ------------------------------------- | --------------- | ----------------- | -------- |
| 1  | 31-12-2012 | Aircel Chennai Open Chennai                                  | ATP 250   | 385 150 $ | Dur (ext.)   | Benoît Paire Stanislas Wawrinka       | Martin Emmrich  | 6-2, 6-1          | Parcours |
| 2  | 17-06-2013 | Topshelf Open Bois-le-Duc                                    | ATP 250   | 410 200 € | Gazon (ext.) | Max Mirnyi Horia Tecău                | Martin Emmrich  | 6-3, 7-64         | Parcours |
| 3  | 13-10-2014 | Erste Bank Open Vienne                                       | ATP 250   | 521 405 € | Dur (int.)   | Jürgen Melzer Philipp Petzschner      | Julian Knowle   | 7-66, 4-6, [10-7] | Parcours |
| 4  | 21-08-2016 | Winston-Salem Open Winston-Salem                             | ATP 250   | 639 255 $ | Dur (ext.)   | Guillermo García-López Henri Kontinen | Leander Paes    | 4-6, 7-66, [10-8] | Parcours |
| 5  | 19-09-2016 | St. Petersburg Open Saint-Pétersbourg                        | ATP 250   | 923 550 $ | Dur (int.)   | Dominic Inglot Henri Kontinen         | Leander Paes    | 4-6, 6-3, [12-10] | Parcours |
| 6  | 09-04-2018 | Fayez Sarofim & Co. US Men's Clay Court Championship Houston | ATP 250   | 557 050 $ | Terre (ext.) | Max Mirnyi Philipp Oswald             | Antonio Šančić  | 62-7, 6-4, [11-9] | Parcours |
| 7  | 12-07-2021 | Nordea Open Båstad                                           | ATP 250   | 419 470 € | Terre (ext.) | Sander Arends David Pel               | Albano Olivetti | 6-4, 6-2          | Parcours |

## Parcours dans les tournois duGrand Chelem

### En simple
| Année | Open d'Australie | Open d'Australie | Internationaux de France | Internationaux de France | Wimbledon | Wimbledon    | US Open | US Open      |
| ----- | ---------------- | ---------------- | ------------------------ | ------------------------ | --------- | ------------ | ------- | ------------ |
| 2010  | Q1               | Prakash Amritraj | Q1                       | Ruben Bemelmans          | Q3        | Rik De Voest | Q1      | Robert Farah |
| 2011  | —                | —                | —                        | —                        | —         | —            | Q2      | Robert Farah |
| 2012  | Q1               | Sergei Bubka     | —                        | —                        | —         | —            | —       | —            |

N.B. : à droite du résultat se trouve le nom de l'ultime adversaire.

### En double
| Année | Open d'Australie                | Open d'Australie              | Internationaux de France        | Internationaux de France        | Wimbledon                     | Wimbledon                      | US Open                      | US Open                     |
| ----- | ------------------------------- | ----------------------------- | ------------------------------- | ------------------------------- | ----------------------------- | ------------------------------ | ---------------------------- | --------------------------- |
| 2012  | —                               | —                             | —                               | —                               | 1er tour (1/32) I. Zelenay    | Eric Butorac Jamie Murray      | —                            | —                           |
| 2013  | 1er tour (1/32) M. Emmrich      | Victor Hănescu Martin Kližan  | 2e tour (1/16) M. Emmrich       | M. Fyrstenberg Marcin Matkowski | 2e tour (1/16) M. Emmrich     | T. C. Huey Dominic Inglot      | 2e tour (1/16) M. Emmrich    | Ivan Dodig Marcelo Melo     |
| 2014  | 1er tour (1/32) M. Emmrich      | Jarkko Nieminen D. Toursounov | 3e tour (1/8) Robin Haase       | M. González Juan Mónaco         | 2e tour (1/16) Lukáš Rosol    | J. Benneteau É. Roger-Vasselin | 1er tour (1/32) J. Knowle    | M. Fyrstenberg M. Matkowski |
| 2015  | 1er tour (1/32) Robin Haase     | Ivan Dodig Marcelo Melo       | 2e tour (1/16) J. Knowle        | Daniel Nestor Leander Paes      | 2e tour (1/16) J. Knowle      | J.-J. Rojer Horia Tecău        | 1er tour (1/32) O. Marach    | J.-J. Rojer Horia Tecău     |
| 2016  | —                               | —                             | —                               | —                               | —                             | —                              | 1er tour (1/32) L. Paes      | S. Robert Dudi Sela         |
| 2017  | 1er tour (1/32) J.-L. Struff    | R. Lindstedt M. Venus         | 2e tour (1/16) P. Oswald        | Julio Peralta H. Zeballos       | 1er tour (1/32) J.-L. Struff  | R. Harrison M. Venus           | 1er tour (1/32) Divij Sharan | F. López Marc López         |
| 2018  | —                               | —                             | 1er tour (1/32) Antonio Šančić  | W. Koolhof Artem Sitak          | 1er tour (1/32) Y. Uchiyama   | Pablo Cuevas M. Granollers     | —                            | —                           |
| 2021  | 1er tour (1/32) N. Basilashvili | J. S. Cabal Robert Farah      | 1er tour (1/32) N. Basilashvili | R. Bopanna Franko Škugor        | 1er tour (1/32) Jürgen Melzer | Sander Arends M. Middelkoop    | —                            | —                           |

N.B. : le nom du partenaire se trouve sous le résultat ; le nom des ultimes adversaires se trouve à droite.

### En double mixte
| Année | Open d'Australie | Open d'Australie | Internationaux de France | Internationaux de France | Wimbledon                       | Wimbledon                     | US Open | US Open |
| ----- | ---------------- | ---------------- | ------------------------ | ------------------------ | ------------------------------- | ----------------------------- | ------- | ------- |
| 2014  | —                | —                | —                        | —                        | 1er tour (1/32) Olga Savchuk    | Elina Svitolina Florin Mergea | —       | —       |
| 2015  | —                | —                | —                        | —                        | 2e tour (1/16) Janette Husárová | Sania Mirza Bruno Soares      | —       | —       |
| 2016  | —                | —                | —                        | —                        | —                               | —                             | —       | —       |
| 2017  | —                | —                | —                        | —                        | 1/4 de finale Nicole Melichar   | Elena Vesnina Bruno Soares    | —       | —       |

N.B. : le nom de la partenaire se trouve sous le résultat ; le nom des ultimes adversaires se trouve à droite.

## Classement ATP en fin de saison
| Année          | 2005 | 2006 | 2007 | 2008 | 2009 | 2010 | 2011 | 2012 | 2013 | 2014 | 2015 | 2016 | 2017 | 2018 | 2019 | 2020 | 2021 | 2022 | 2023 |
| Rang en double | 1151 | -    | 759  | 732  | 301  | 148  | 160  | 79   | 49   | 41   | 61   | 106  | 83   | 116  | 109  | 92   | 123  | -    | 198  |

Source : (en) Classements de Andre Begemann sur le site officiel de la Fédération internationale de tennis